# 格伦希尔战役
格伦希尔战役 (英語：Battle of Glen Shiel) ，是1719年6月10日发生在西苏格兰高地，当时正值詹姆斯党起义。一支由高地征召兵和西班牙海军陆战队组成的詹姆斯党军队被由高地独立连（Independent Highland Companies）增援的英国军队击败。
这次起义得到了西班牙的支持，当时西班牙正在与英国进行1718年至1720年的四国联盟战争。它的目的是支持在英格兰西南部的登陆，但在几周前被取消了；双方同时代的人都认为登陆失败对詹姆斯党的事业造成了致命的损害。
格伦希尔是1688年至1746年詹姆斯党起义中唯一的一场詹姆斯党一直处于防守状态而不是采用高地冲锋的方式的战斗。该战场被列入苏格兰古战场目录，并受到苏格兰历史博物馆的保护。
战斗发生的山峰被称为Sgurr na Ciste Duibhe；或者名为Sgurr nan Spainteach，译为“西班牙人之峰”的副峰，是为了纪念西班牙海军陆战队。

## 背景
当西班牙王位继承战争于1713年结束时，西班牙失去了它在意大利的属地西西里岛和撒丁岛，收回这些属地是首席大臣朱利奥·阿尔贝罗尼的首要任务。撒丁岛于1717年被重新占领，但当他们于1718年7月在西西里岛登陆时，英国皇家海军在帕萨罗角战役中摧毁了西班牙舰队，开始了四国联盟战争。
为了转移英国在地中海的资源，阿尔贝罗尼设计了一个计划，让7000名西班牙军队在英格兰西南部登陆，向伦敦进军并复辟詹姆斯·斯图亚特。历史学家质疑他有多认真；因为阿尔贝罗尼是当代少数有两栖作战经验的政治家之一，他很清楚这是不可能的。帕萨罗角在更不利的情况下展示了皇家海军的力量，这意味着西班牙舰队甚至不可能到达英格兰，更不用说登陆大量军队了。当西班牙舰队最终在3月离开加的斯时，它被一场凶猛的风暴所打击，在科鲁尼亚避难，并留在那里。

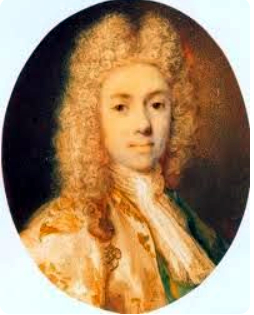
William Murray，Tullibardine侯爵，在格伦希尔战役的詹姆斯党指挥官

该计划包括同时在苏格兰起义，占领因弗内斯，并允许瑞典远征军登岸。在瑞典卡尔十二世与汉诺威争端的推动下，它显示了其统治者乔治一世也是英国君主所造成的复杂性。卡尔十二世于1718年11月去世，结束了瑞典支持的任何希望，因此苏格兰起义的全部目的也随之落空。
最后，只有两艘护卫舰载着乔治·基思和300名西班牙士兵到达刘易斯岛的斯托诺韦。在这里，他们与来自法国的流亡者会合，包括海福特伯爵、詹姆斯·基思、图利巴丹侯爵、乔治·默里勋爵和洛希尔的卡梅伦。4月13日，他们得知其他地方的失败；担任詹姆斯党陆军司令的图利巴丹建议撤退，但基思命令两艘护卫舰返回西班牙，从而阻止了这一行动。
在没有其他选择的情况下，约1000名苏格兰高地人的主力部队加上西班牙军队准备向因弗内斯进军，将多余的物资留在爱莲朵娜城堡，由40名西班牙人看守。5月10日，一个英国海军中队占领了城堡，并阻止了任何海上逃亡，而约瑟夫·怀特曼的约1000人的部队与四门科霍恩臼炮（Coehorn）向格兰希尔推进。6月9日，他们到达克鲁尼湖，距离詹姆斯党营地不到8英里（13公里）。

## 战斗

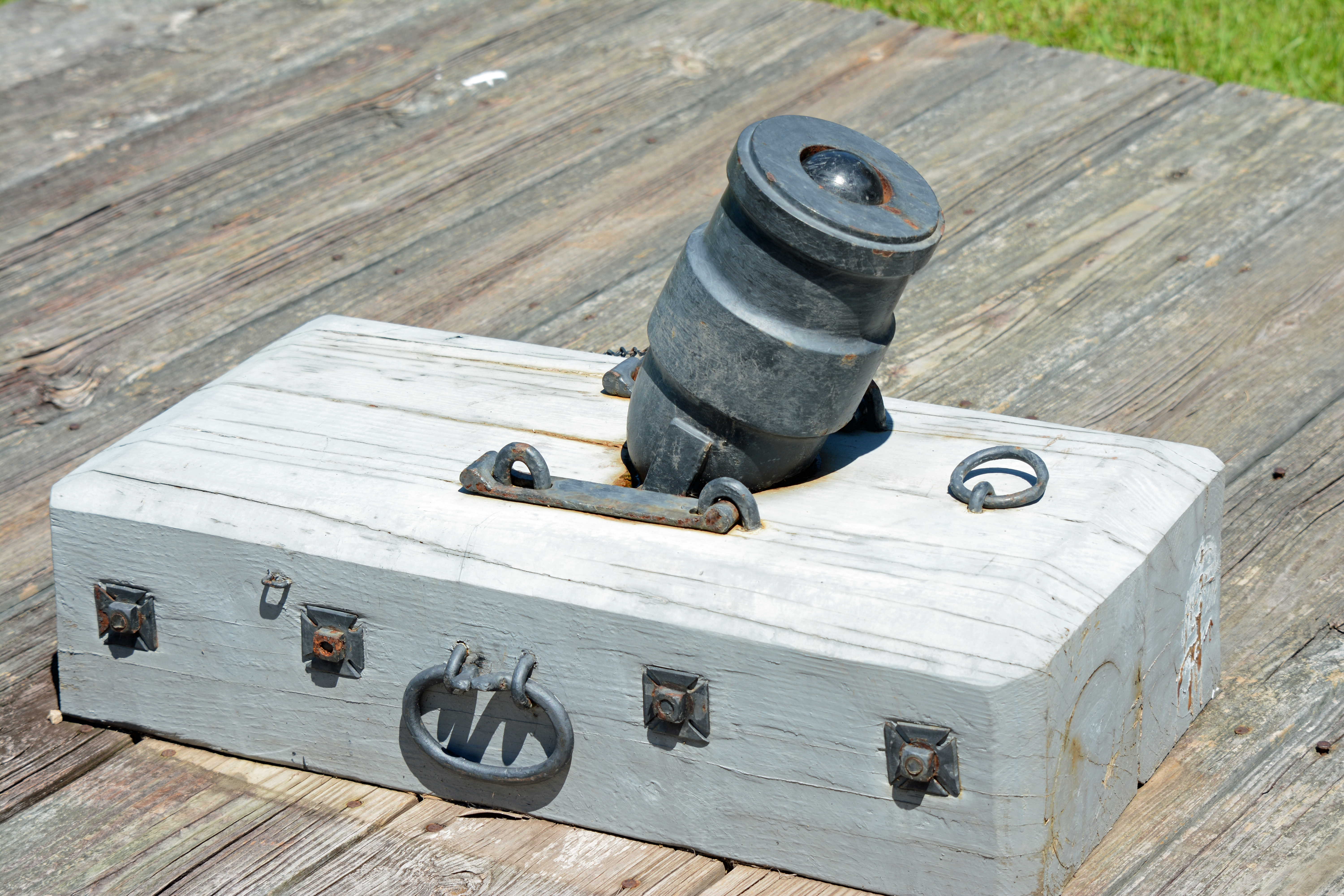
怀特曼的部队使用的科霍恩臼炮的复制品，这种武器高地人以前没有遇到过

约翰·亨利·巴斯蒂德（John Henry Bastide）是蒙塔古（Montague）军团中的一名中尉，他曾长期从事军事工程师的工作，在战役结束后不久就绘制了一份详细的战场计划和敌对部队的行动。详细描述战斗本身的部分已经遗失，但有可能重构了主要内容。
图利巴丹在五姐妹山附近准备了一个坚固的阵地，西班牙人在中央，高地人在一系列战壕和街垒后面的侧翼。怀特曼的部队在6月10日下午4点左右到达，一小时后开始进攻，他们用臼炮向詹姆斯党的侧翼阵地开火。这只造成了很少的伤亡，但苏格兰人以前没有遇到过臼炮，这使得克莱顿（Clayton）和芒罗（Munro）的四个排可以从山上推进到他们的阵地，然后用手榴弹把他们炸出阵地。
一旦詹姆斯党的右翼被赶走，哈里森和蒙塔古就向西弗斯勋爵领导的詹姆斯党左翼发起进攻。这支队伍在山坡上的一群岩石后面有很强的固守，但英军对臼炮的巧妙使用迫使西弗斯的人让路，而他自己也受了重伤。在尼古拉斯·卡斯特罗·博拉尼奥（Nicolas de Castro Bolaño）上校的指挥下，中央的西班牙人坚守阵地，但由于他们的侧翼让步，不得不向山上撤退。
战斗一直持续到晚上9点；一些说法称石南花着火了，烟雾加上光线不足使大部分苏格兰人在夜色中逃离。第二天早上，西班牙人投降了，作为正规军后来被运回了家；乔治·默里勋爵、海福斯和图利巴丹受伤了，但詹姆斯党领导人也成功逃脱。历史学家彼得·辛普森（Peter Simpson）的分析将怀特曼的胜利归功于对臼炮的娴熟使用，他的炮兵的优势火力以及他的步兵所表现出来的攻击性。

## 后果
詹姆斯党的伤亡情况很难估计，因为战场上留下的尸体很少，而且伤员都设法逃走了，包括西弗斯和乔治·默里勋爵；怀特曼损失了21人，120人受伤。苏格兰的指挥官卡彭特勋爵认为伦敦追击叛军是不切实际的，最好让他们离开，他认为起义只是损害了詹姆斯党的事业。图利巴丹表示赞同；在他1719年6月16日给马尔伯爵的信中，他描述了这次战斗，并指出“在这些地方毁掉国王的利益和忠实的臣民是公平的”。
1719年10月，一支英国海军远征队攻占了西班牙的维哥港，守军坚守了10天，之后英军摧毁了大量的仓库和设备，然后带着大量的战利品重新登岸，没有受到任何抵抗。这次海军力量的展示导致阿尔贝罗尼被解雇，并结束了西班牙对詹姆斯党的支持。
像博林布鲁克、西弗斯和乔治·默里勋爵这样的资深詹姆斯党被允许回家，而其他人则转而在其他地方服役。詹姆斯·基思成为普鲁士的一名将军，1758年在霍赫基尔希被杀。乔治加入了普鲁士外交使团；他拒绝参加1745年的起义，并在1759年至1761年担任驻西班牙大使。虽然在1763年被赦免，但他于1778年在波茨坦去世。
图利巴丹继续流亡，参加了1745年的起义，并于1746年7月死在伦敦塔。乔治勋爵曾是查尔斯王子的高级指挥官之一，1760年10月死于荷兰共和国。